# Рибний суп (Чехія)
Рибна юшка — це традиційний рибний суп чеської національної кухні, який також традиційно подається на святвечірній вечері. Готується з голів і кісток коропа (різдвяного), з коренеплодів, води і спецій, залежно від смаку можна використовувати ікру і молоко, м'ясо коропа, вершки або біле вино.